# Chelon planiceps
Chelon planiceps är en fiskart som först beskrevs av Valenciennes, 1836.  Chelon planiceps ingår i släktet Chelon och familjen multfiskar. IUCN kategoriserar arten globalt som otillräckligt studerad. Inga underarter finns listade i Catalogue of Life.